# Contea di Cochise
La contea di Cochise, in inglese Cochise County, è una contea dello Stato dell'Arizona, negli Stati Uniti. La popolazione al censimento del 2000 era di 117 755 abitanti. Il capoluogo di contea è Bisbee.

## Geografia fisica
La contea si trova nella parte sud-orientale dell'Arizona. Lo United States Census Bureau certifica che l'estensione della contea è di 16107 km², di cui 15979 km² composti da terra e i rimanenti 128 km² composti di acqua.
Alcune delle aree protette presenti nella contea sono: il Chiricahua National Monument nei monti Chiricahua, la foresta nazionale di Coronado e il Memoriale Nazionale Coronado.

### Contee confinanti
- Contea di Graham - nord
- Contea di Greenlee - nord-est
- Contea di Hidalgo (Nuovo Messico) - est
- Agua Prieta (Stato di Sonora, Messico) - sud
- Cananea (Stato di Sonora, Messico) - sud
- Naco (Stato di Sonora, Messico) - sud
- Santa Cruz (Stato di Sonora, Messico) - sud
- Contea di Santa Cruz - sud-ovest
- Contea di Pima - ovest

## Storia
La Contea di Cochise venne costituita il 1º febbraio 1881. Deve il suo nome al capo Chiricahua Cochise.

## Principali strade ed autostrade

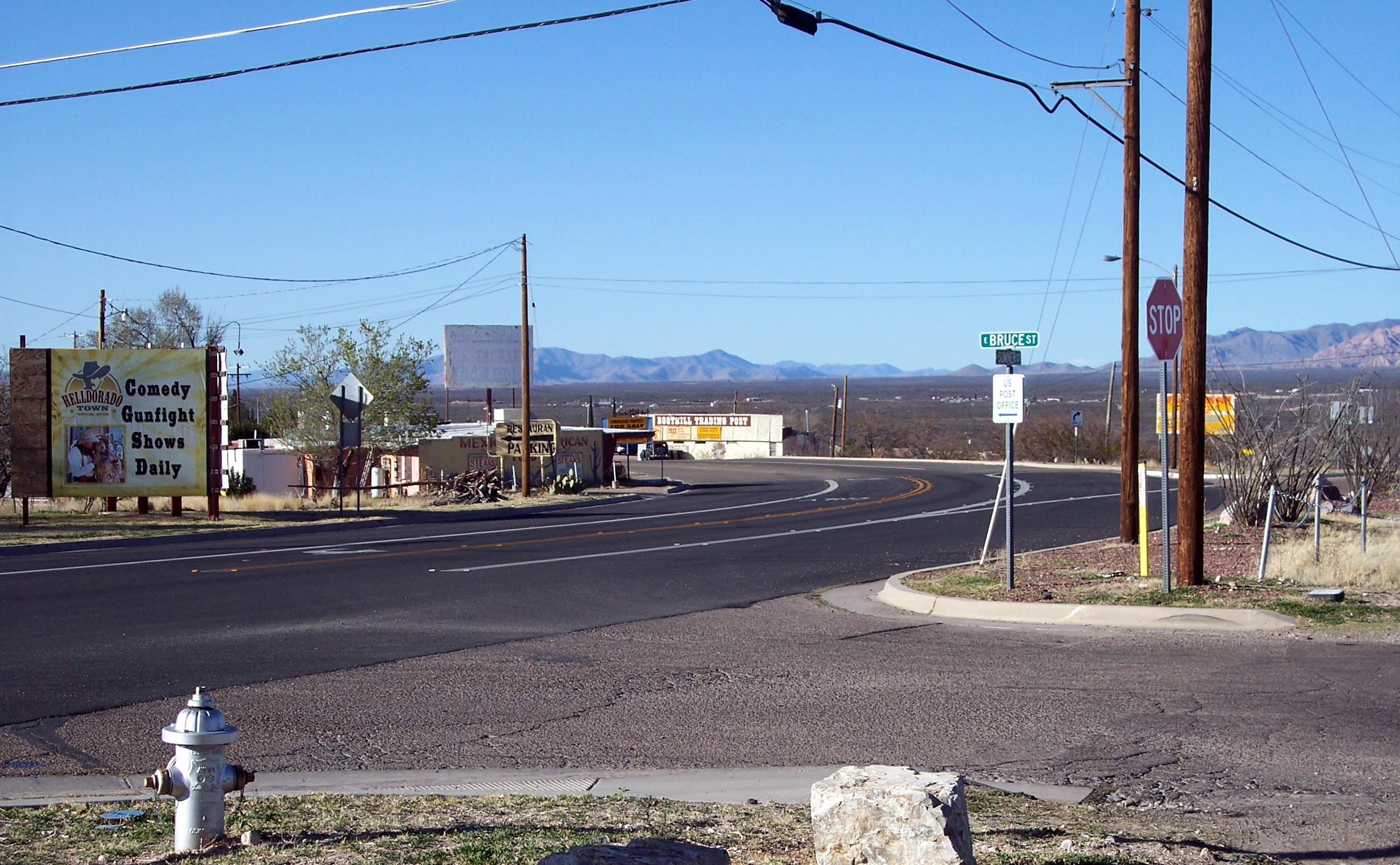
State Route 80 in Tombstone

- Interstate 10
- U.S. Highway 191
- State Route 80
- State Route 90
- State Route 92
- State Route 181
- State Route 186

## Comuni

### Cities
- Benson
- Bisbee (capoluogo)
- Douglas
- Sierra Vista
- Tombstone
- Willcox

Huachuca City è l'unica town.